# 高级定制服装
高級訂製服裝（法語：haute couture）是專為客戶量身訂製的服裝及完全手工製作的高端時裝設計。
高級訂製服裝使用優質、昂貴且珍稀的面料製作，其縫製極其注重細節，需由最有經驗和與能力的裁縫完成，經常使用耗時的手工製作技術。

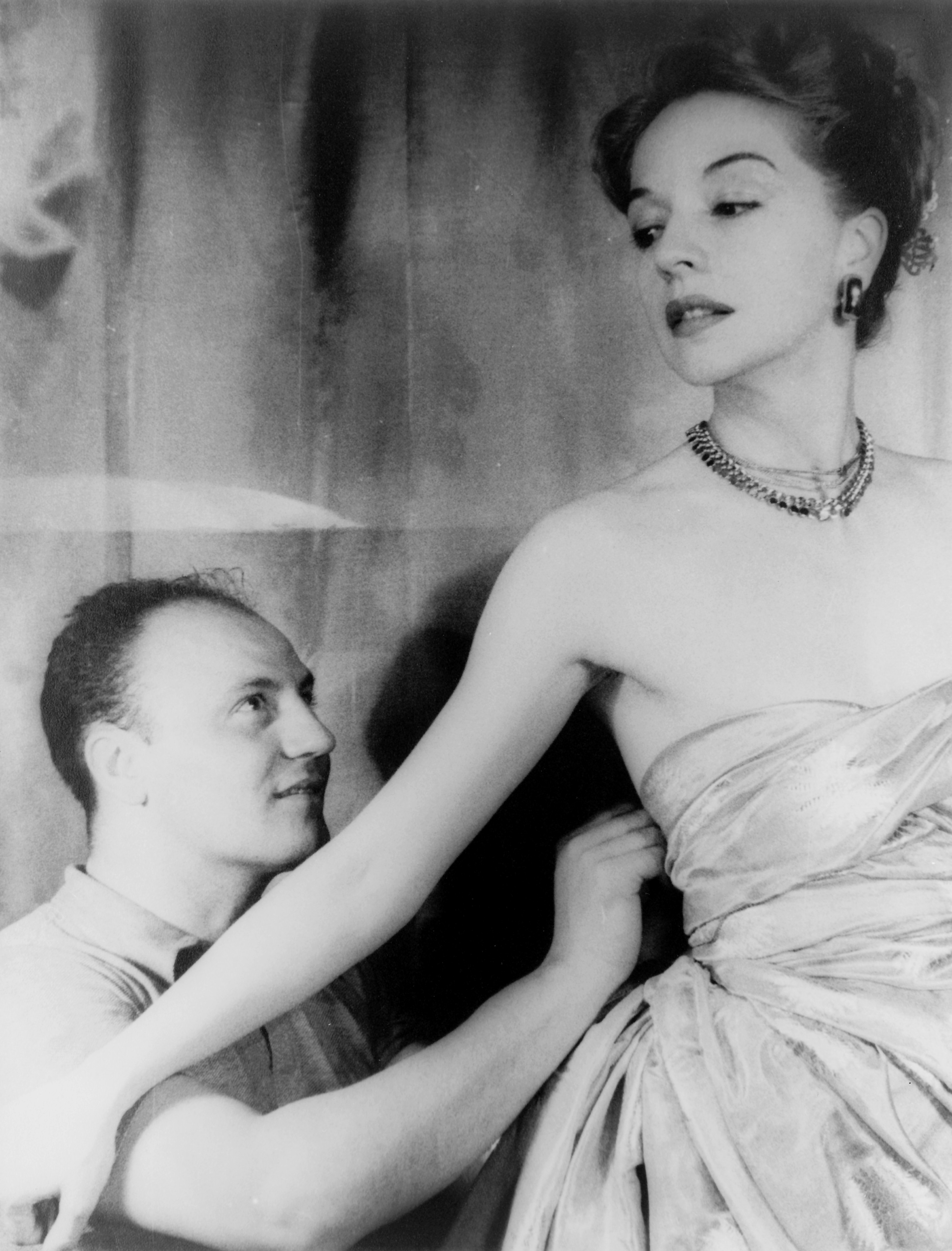
皮埃爾·巴爾曼在1947年為露絲·福特調整裙子。

「haute couture」一詞來自法語。「haute」的字面意思是指「高級」;「couture」在法語裡是「裁縫」、「縫紉」及「針線活」的意思，「Couture」也被用作「Haute Couture」的縮寫。
高級訂製服裝必須來自由隸屬於高級定製和時尚聯合會（法語：Fédération de la Haute Couture et de la Mode，簡稱：FHCM)的高級時裝工會（法語：Chambre Syndicale de la Haute Couture）所認證的會員品牌。
會員品牌須符合詳細規範：
1.在巴黎擁有至少15名全職員工的工坊
2.在工坊擁有至少20名全職專業裁縫師。
3.為私人客戶製作訂製服裝，並且過程中必須包含一次以上的試衣。
4.在每個高級訂製時裝周（每年一月和七月各一次），向公眾展出50款以上原創設計，包括日裝和晚裝（day and evening wear）。

## 發展歷史
高級訂製服裝最早可以追溯到17世紀。當時工業和消費被公會法律所保護，嚴格要求遵守品質、數量等。女裁縫（又稱couturières），於1675年獲得公會特權，公會條例使她們獲得製作女裝和童裝的權利；男裁縫則維持製作男裝和八歲以上男童服裝的權利。時裝裁縫的工作範圍包括簡單的修補和時尚製作等。她們進行織補和改裝，也利用豪華面料為皇室成員和貴族製作精美的服裝，但女裁縫不像一般裁縫那樣經營公共店面，而是依靠口碑和人脈關係來獲得高端客戶。
18世紀法國對於服裝的需求急劇增加，時尚產業隨之蓬勃發展。法國王后瑪麗安東尼御用女裁縫蘿絲·貝爾丁將時尚及高級訂製服裝的文化融入法國。法國的裁縫被認為是歐洲最好的，隨著鐵路和輪船的發展促使歐洲旅行變得更加便捷，越來越多富裕的女性前往巴黎購買服裝和配飾。同時，巴黎的服裝被人們帶回並作為樣板，由當地的裁縫仿製。
高級訂製服裝師(或高級訂製服裝銷售商)(法語：couturier)泛指在服裝時尚行業為私人客戶定製服裝的人或機構，他們通常僱用製版師和機械師進行服裝生產，或受僱於精品品牌。
高級訂製服裝師查爾斯·弗雷德里克·沃斯被廣泛認為是現今高級定製服裝之父：他改變了大眾以往對於裁縫業的印象，使服裝訂製成為了一門藝術。他為上層客戶設計許多獨一無二的訂製服裝，然而，他最著名的是一本展示他的時裝屋House of Worth眾多設計的作品集。客戶可選擇樣式、指定顏色和面料，再由時裝屋量身訂製，將量身訂製與標準化相結合。

繼沃斯之後的是Callot Soeurs、Patou、Poiret、Vionnet、Fortuny、Lanvin、Chanel、Mainbocher、Schiaparelli、Balenciaga和Dior。直至今日，其中一些時裝屋仍繼續由現代設計師領導，存在於時尚產業之中。

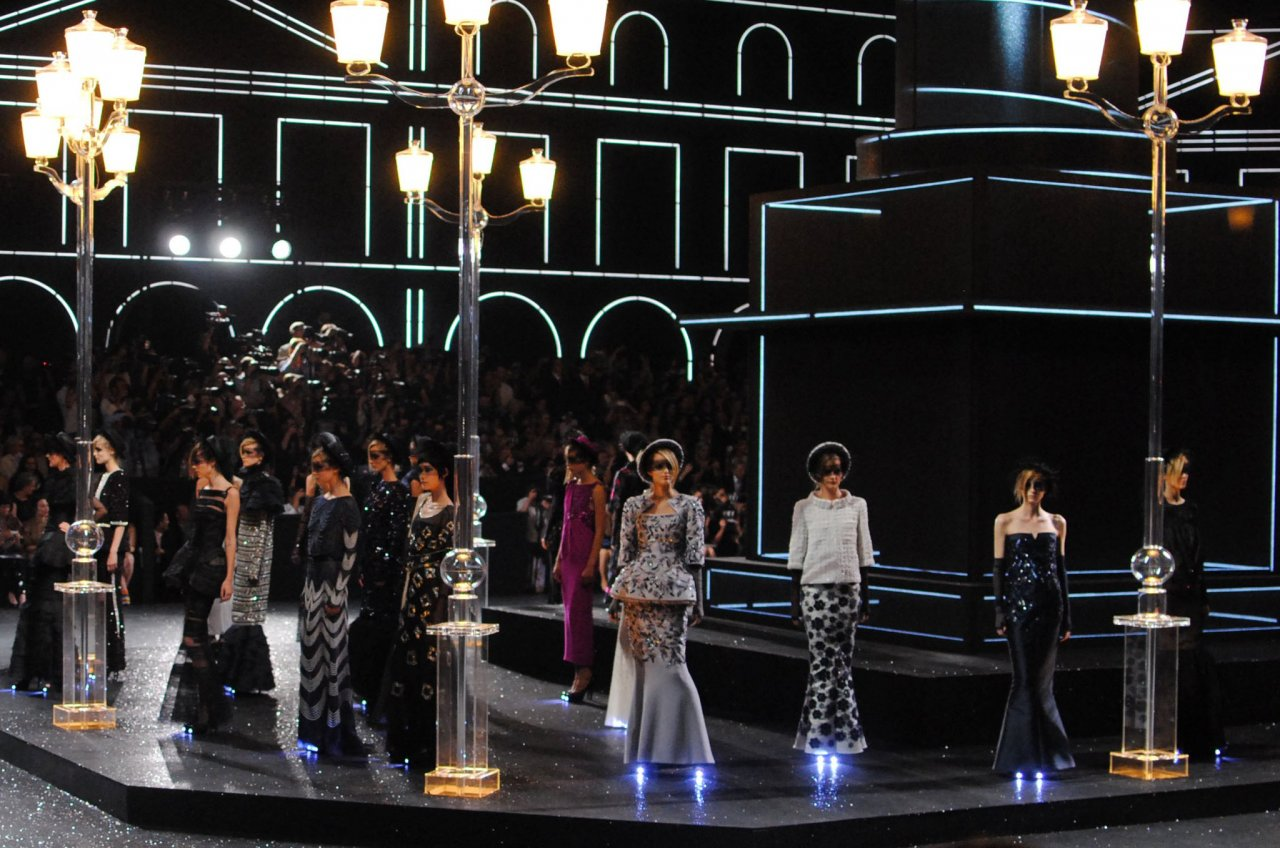
由卡爾·拉格斐主導的Chanel 2011-2012秋冬高級訂製時裝秀

1960年代，一群來自高級時裝屋的年輕門徒包括克里斯汀·迪奧和克里斯托巴·巴倫西亞加等人在更資深的時裝設計師底下接受訓練，並離開了這些老牌的時裝屋，開設了自己的品牌。其中最成功的包括伊夫·聖羅蘭、皮爾·卡登、安德烈·庫雷熱、Ted Lapidus和Emanuel Ungaro、在日本出生的森英恵等等。
然而隨著時間的推移，高級訂製服裝店的數量急劇減少。在1946年時，曾有106家時裝屋，甚至到了1952年時仍有六十家時裝屋。到了1997年，卻只剩下18家時裝屋能夠每年兩次推出完整的公開時裝系列。在2002年1月，伊夫·聖羅蘭宣布退休時，只剩下12家高級訂製服裝屋。隨後，更多的時裝屋終止了高級訂製服裝秀，最終，僅有9家高級訂製服裝店在2004年仍存在。
現今，對於這些時裝屋來說，訂製服裝不再是主要的收入來源，因成本往往高於直接銷售之利潤，僅是為品牌在成衣和相關的奢侈品如鞋子和香水的企業中增添時尚光環。他們的成衣系列具有更廣泛的客群，但時裝屋仍然會為了公關活動創造訂製服裝，例如為大都會藝術博物館慈善晚宴等場合提供。

## 會員品牌
在現代法國，高級定制服裝通常需要經過高級定製和時尚聯合會的認證。
以下為已認證品牌：（截至2025年）

### 正式會員(法國血統品牌)
✅ 正式會員品牌（Haute Couture Official Members）
Adeline André
CHANEL
Dior
Franck Sorbier
Giambattista Valli
Maison Margiela
Schiaparelli
Stéphane Rolland

### 通訊會員(非法國血統品牌)
Elie Saab
Giorgio Armani Privé
Iris van Herpen
Viktor & Rolf

### 特邀會員
Aelis
ArdAzAei
Ashi Studio
Balenciaga
Georges Hobeika
Germanier
Imane Ayissi
Juana Martín
Julie de Libran
Peet Dullaert
Rahul Mishra
Rami Al Ali
Robert Wun
Ronald van der Kemp
Yuima Nakazato
Zuhair Murad